# Villa romaine de Munzach
La villa romaine de Munzach (Montiacum à l'époque romaine) désigne l'ensemble des vestiges d'un domaine romain situé près de l'ancien village de Munzach (de) (Monzachaau au Moyen Âge), sur le territoire de l'actuelle ville de Liestal, dans le canton de Bâle-Campagne, en Suisse.
À l'époque romaine, il se trouvait à une heure de route de la colonie d'Augusta Raurica. Le site est aujourd'hui un bien culturel d'importance nationale portant le numéro PBC 1464.

## Histoire
Les premiers vestiges romains ont été observés en 1765 lors de la démolition de l'église de Munzach. Des fouilles ont lieu en 1950, 1952, 1954 et 1955. Une partie des ruines ont été conservées. On ne connaît que peu de traces écrites de ces fouilles, mais il y a plus de mille diapositives en couleur de son inventeur Theodor Strübin (de) (1908-1988). D'autres fouilles suivent jusqu'en 1970. En 1974, une autre mosaïque est découverte. D'autres recherches suivent en 1994, 2007 et 2011 dans la zone économique du domaine. Au total, on connaît environ 60 000 objets trouvés.

## Description
Le complexe de bâtiments s'étend sur une zone d'environ 320 × 160 mètres. La maison de maître (pars urbana) se trouve au centre du complexe, et elle mesure environ 55 mètres de long et 15 mètres de large. Le bâtiment était doté d'un portique sur le côté est. Sur le côté sud, la maison de maître a été dotée, lors d'une autre phase de construction, d'une aile presque aussi grande, orientée vers l'est, qui abritait également une salle de bains. À l'est surtout, divers bâtiments de service étaient construits le long d'un mur. D'autres bâtiments de service se trouvaient le long d'un mur au nord. La maison de maître, en particulier, était autrefois richement décorée. On y trouvait des mosaïques figuratives et des pièces avec hypocauste. Cela renforce l'interprétation selon laquelle la villa rustica peut être considérée comme une forme particulière de villa urbana. Deux fontaines, dont l'une en marbre de Carrare et décorée de rinceaux de lierre portant des fruits, se trouvaient près des murs du domaine.
Six grandes mosaïques au sol, d'une superficie totale de plus de 425 m2, ont été exhumées. Les deux mosaïques nommées I et V mesurent plus de 45 -mètres de long et sont caractérisées par des carrés noirs et blancs en forme d'échiquier. La mosaïque III contient un paon dont l'attribution à une scène de la vie quotidienne ou à une représentation mythologique d'Orphée n'est pas certaine. La mosaïque IV est caractérisée par la représentation d'une course de chars(quadrige).
Diverses pièces étaient revêtues de marbre du Jura, et des enduits colorés ont pu être observés. Le domaine a été habité du début du premier siècle jusqu'à 350 apr. J.-C. environ. Parmi les découvertes particulières, on peut citer une gargouille en forme de dauphin en bronze de près de 50 centimètres de haut et pesant huit kilogrammes, découverte en 1974 dans un angle de mur du manoir, qui ornait peut-être autrefois une fontaine dans la cour. Deux pierres tombales retrouvées permettent d'évoquer un cimetière.
Une partie des ruines peut être visitée.